# Alastaro
Alastaro est une ancienne municipalité du sud-ouest de la Finlande, dans la région de Finlande du Sud-Ouest. En 2009, elle a été intégrée à la commune de Loimaa.
C'était la commune la plus au nord de la région. Elle présente un paysage en continuité avec le Satakunta voisin, plutôt plat et agricole. Le petit centre administratif, de loin le plus important des 23 villages de la commune, est traversé par la rivière Loimijoki.
Le deuxième village par la taille était Virttaa, 12 km à l'ouest. On trouve à proximité un important circuit automobile de 3 000 mètres de long qui était la principale source de notoriété de la commune en Finlande.
L'agriculture et l'exploitation de la forêt dominent l'économie. L'élevage est très développé, avec notamment la plus grande porcherie et le plus grand élevage de poulets du pays. Même dynamique, l'agriculture peine à ralentir le déclin de la population.
La capitale provinciale Turku est à environ 75 km. Les municipalités voisines étaient Loimaa au sud-est, Oripää au sud, Yläne au sud-ouest, puis côté Satakunta Säkylä au nord-ouest, Vampula et Huittinen au nord, et enfin Punkalaidun au nord-est (dans le Pirkanmaa).